# Optique de Fourier
Pour les articles homonymes, voir Optique (homonymie).
L'optique de Fourier (du nom de Joseph Fourier), est un domaine de l'optique ondulatoire se basant sur la notion de transformée de Fourier.

## L'outil de base: la diffraction de Fraunhofer
L'optique ondulatoire utilise principalement le principe de Huygens-Fresnel pour aboutir à des résultats comme celui des fentes de Young, ou de la tache d'Airy. Ces calculs sont relativement compliqués, et pour les simplifier, il est possible de se placer dans le cadre de certaines approximations. Par exemple, la diffraction de Fraunhofer suppose que l'on observe la figure de diffraction à très grande distance de l'objet diffractant.

### Formule de Fraunhofer

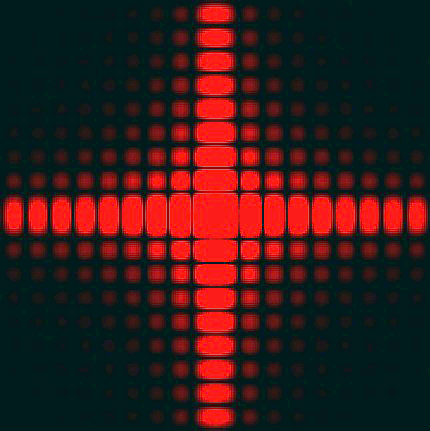
Figure de diffraction obtenue dans les conditions de Fraunhofer pour une ouverture carrée. On reconnaît un sinus cardinal bidimensionnel.

Ces approximations permettent de faire apparaître la transformée de Fourier dans la formule de diffraction :

{\displaystyle E(x,y,z)\propto {\mathcal {F}}_{\left[{\mathcal {A}}_{i}t\right]}\left(f_{x},f_{y}\right)}

où : 
- {\displaystyle \,E(x,y,z)} est l'éclairement aux coordonnées {\displaystyle (x,y,z)},
- {\displaystyle {\mathcal {F}}} désigne la transformée de Fourier,
- {\displaystyle {\mathcal {A}}_{i}(X,Y)} est l'amplitude de l'onde incidente,
- {\displaystyle \,t(X,Y)} est le facteur de transmission,
- {\displaystyle \,\lambda } est la longueur d'onde de l'onde incidente,
- et {\displaystyle f_{x}={\frac {x}{\lambda z}}} et {\displaystyle f_{y}={\frac {y}{\lambda z}}} sont appelées les fréquences spatiales.

### Conséquence principale
La formule précédente permet d'obtenir le résultat suivant : une onde plane en incidence normale sur un objet, formera, à l'infini sa transformée de Fourier. Plus précisément, elle forme la transformée de Fourier du facteur de transmission de l'objet.
En effet, pour une onde plane en incidence normale, l'amplitude {\displaystyle {\mathcal {A}}_{i}} est homogène dans le plan d'incidence, ce qui permet de la sortir de la transformée de Fourier. Il reste ainsi : {\displaystyle E(x,y,z)\propto {\mathcal {F}}_{\left[t\right]}\left(f_{x},f_{y}\right)}.
Une des conséquences principales peut se trouver dans l'exemple d'un appareil photographique. Le diaphragme du système optique agit comme une surface diffractante et l'image d'un point est la transformée de Fourier de cet élément.
Un tel système optique est dit limité par la diffraction et agit comme un filtre vis-à-vis des fréquences spatiales de la scène photographiée. L'optique de Fourier permet donc de comprendre que quelle que soit la qualité de l'optique, il est impossible de photographier les fréquences spatiales trop élevées.

## Réalisation pratique
La diffraction de Fraunhofer n'est valable qu'à l'infini, mais au lieu de se placer à l'infini, on préfère utiliser une lentille convergente. En effet, on peut montrer que la diffraction de Fraunhofer est aussi valable au plan focal image d'une lentille. Ceci permet de ramener la transformée de Fourier de l'objet étudié à distance finie.
Ainsi on peut observer la transformée de Fourier de différents objets par la méthode suivante (voir schéma) : on place l'objet sur le trajet d'un faisceau de lumière, et on ajoute une lentille convergente après l'objet. En plaçant un écran au plan focal de cette lentille, la figure observée sera la transformée de Fourier de l'objet. Par exemple, si l'objet est un trou circulaire, l'image obtenue sera la tache d'Airy.

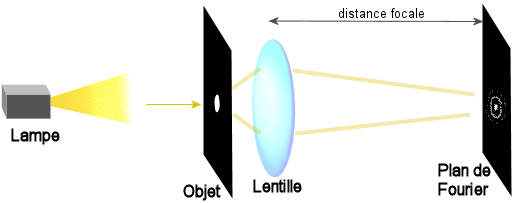
La diffraction de la lumière par l'objet crée sa transformée de Fourier soit à l'infini, soit dans le plan focal d'une lentille, appelé plan de Fourier.

Le plan focal de la lentille, où se forme la transformée de Fourier de l'objet, est appelé plan de Fourier.

## Interprétation en fréquences spatiales
La transformée de Fourier est souvent utilisée pour analyser des spectres, comme en acoustique. En effet, cette transformée permet de passer de l'étude d'une onde selon son évolution dans le temps, à son étude en fréquences. Ces fréquences sont donc dites temporelles, car elles sont conjuguées au temps.
En optique de Fourier, la transformée de Fourier ne s'effectue pas par rapport au temps, mais par rapport à l'espace, et plus précisément par rapport aux coordonnées {\displaystyle X} et {\displaystyle Y} dans le plan de l'objet (définies plus haut). On a donc défini des fréquences spatiales conjuguées à ces coordonnées.
Il existe une forte analogie entre les fréquences temporelles et les fréquences spatiales. Par exemple, on peut obtenir un spectre spatial analogue au spectre temporel habituel : ce spectre spatial, faisant appaître les fréquences spatiales, est une transformée de Fourier spatiale de l'onde incidente. La partie précédente nous montre donc que le plan de Fourier fait apparaître ce spectre. Ainsi, on visualise les fréquences spatiales dans le plan de Fourier.
Le centre de ce plan correspond donc à une fréquence spatiale nulle, et plus on s'éloigne de ce centre, plus la fréquence spatiale correspondante est élevée.

## Applications
La principale application de l'optique de Fourier est le filtrage spatial, qui consiste à retirer quelques fréquences spatiales afin de modifier l'image de l'objet. Cela se traduit par plusieurs méthodes comme la strioscopie, l'épuration d'un laser, etc.
Une expérience importante autour de l'optique de Fourier est l'expérience d'Abbe.